# Lanius tephronotus
El alcaudón tibetano (Lanius tephronotus) es una especie de ave paseriforme de la familia Laniidae propia de Asia. Se distribuye por el Himalaya y el norte del sureste asiático, distribuido por el norte de la India, Nepal, Bután, China, Bangladés, Birmania, Tailandia y el norte de Indochina.

## Subespecies
- Lanius tephronotus lahulensis
- Lanius tephronotus tephronotus